# آلفرد لیندلی
آلفرد لیندلی (انگلیسی: Alfred Lindley; ۲۰ ژانویهٔ ۱۹۰۴ – ۲۲ فوریهٔ ۱۹۵۱) قایقران روئینگ اهل ایالات متحده آمریکا بود.